# Chaugey
Chaugey település Franciaországban, Côte-d’Or megyében. Lakosainak száma 24 fő (2022. január 1.). Chaugey Colmier-le-Bas, Bure-les-Templiers és Villars-Santenoge községekkel határos.

## Népesség
A település népességének változása:
| Lakosok száma | 52   | 25   | 19   | 18   | 24   | 20   | 17   | 16   | 18   | 24   |
|               | 1968 | 1982 | 1990 | 2006 | 2013 | 2015 | 2017 | 2019 | 2020 | 2022 |